# Lisa Gutkin
Lisa Gutkin je americká houslistka, kytaristka, zpěvačka a hudební skladatelka, narozená v Brooklynu. Studovala na Škole hudby Aarona Coplanda. V devadesátých letech působila v souboru Soldier String Quartet, s nímž hrála například na albu Last Day on Earth od Johna Calea a Boba Neuwirtha. V roce 2002 nahradila Alicii Svigals v klezmerové skupině The Klezmatics, se kterou od té doby nahrála několik alb. Během své kariéry spolupracovala s mnoha dalšími hudebníky, mezi které patří Rod MacDonald, John Whelan nebo Tommy Sands.
V roce 2015 složila spolu s Aaronem Halvou hudbu k Off-Broadwayskému představení hry Indecent od Pauly Vogelové, později uvedené i na Broadwayi. Nahrávka hudby vyšla v roce 2019 na samostatném albu. Je autorkou hudby k filmům Summer (2018) a Write Me (2010) režisérky Pearl Gluckové. Roku 2016 vydala sólový extended play From Here On In. Vystupovala v seriálu Sex ve městě a hrála v muzikálu The Last Ship od Stinga.

## Diskografie
- Testigos de Jumbo (Jumbo String Band, 1980)
- Goin' Steppin' (Jumbo String Band, 1983)
- Fast Folk Musical Magazine Vol. 1, No. 9 November 1984 (různí interpreti, 1984)
- Josh Joffen / David Roth (Josh Joffen a David Roth, 1985)
- Two Out Rally (Jumbo String Band, 1988)
- Good Thing He Can't Read My Mind (Christine Lavin, 1988)
- Tunesmith (Harry Bolick & Friends, 1988)
- Bring On the Lions (Rod MacDonald, 1989)
- Fast Folk Musical Magazine: Live at the Bottom Line 88 (různí interpreti, 1989)
- Attainable Love (Christine Lavin, 1990)
- Fast Folk Musical Magazine: Live at the Bottom Line 89 (různí interpreti, 1990)
- Live 2/24/90 (Vol. 5, No. 7) (různí interpreti, 1991)
- Two of Swords (Jack Hardy, 1991)
- Live at the Bottom Line February 20, 21, 22, 1992 (různí interpreti, 1992)
- Last Day on Earth (John Cale a Bob Neuwirth, 1994)
- The Heart's a Wonder (Tommy Sands, 1995)
- Celtic Reflections: Misty-Eyed Morning (John Whelan, 1996)
- All My Winding Journeys (Colum Sands, 1996)
- Wheel (Whirligig, 1996)
- Celtic Crossroads (John Whelan, 1997)
- Superman's Midlife Crisis (Joe Giacoio, 1997)
- Celtic Legend (Bruce Huron, 1997)
- Cooler Heads Prevail (Akira Satake, 1997)
- Blinding Bright (Stickman Jones, 1998)
- Tree: Music for Films and Forests (Jane Siberry, 1999)
- New York Trilogy (Jane Siberry, 1999)
- Spin (Whirligig, 2000)
- Pru (Pru, 2000)
- Rise Up! = Shteyt Oyf! (The Klezmatics, 2002)
- Brother Moses Smote the Water (Live in Berlin) (The Klezmatics, 2004)
- Happenstance (Rachael Yamagata, 2004)
- Where the Wild, Wild Flowers Grow: The Songs of Ola Belle Reed (Demolition String Band, 2004)
- Woody Guthrie's Happy Joyous Hanukkah (The Klezmatics, 2006)
- The Art of Peace (Elaine Silver, 2006)
- Wonder Wheel Lyrics by Woody Guthrie (The Klezmatics, 2006)
- South of Delia (Richard Shindell, 2007)
- Tuml = Leben (The Klezmatics, 2008)
- Stems and Seeds (Ben Folds, 2009)
- Leave Your Sleep (Natalie Merchant, 2010)
- Live at Town Hall (The Klezmatics, 2011)
- Elena Skye & Boo Reiners (Elena Skye a Boo Reiners, 2011)
- Sonic Bloom (Karen Hudson, 2013)
- Noise in Sepher (Anakronic Electro Orkestra, 2013)
- The Last Ship: Original Broadway Cast Recording (Sting, 2014)
- Apikorsim / Heretics (The Klezmatics, 2016)
- From Here On In (Lisa Gutkin, 2016)
- Indecent (Lisa Gutkin a Aaron Halva, 2019)
- Fire on the Rails (Track Dogs, 2019)